# La Londe
La Londe és un municipi francès situat al departament del Sena Marítim i a la regió de Normandia. L'any 2007 tenia 2.222 habitants.

## Demografia

### Població
El 2007 la població de fet de La Londe era de 2.222 persones. Hi havia 846 famílies de les quals 162 eren unipersonals (55 homes vivint sols i 107 dones vivint soles), 316 parelles sense fills, 332 parelles amb fills i 36 famílies monoparentals amb fills.
La població ha evolucionat segons el següent gràfic:
Habitants censats

### Habitatges
El 2007 hi havia 893 habitatges, 858 eren l'habitatge principal de la família, 12 eren segones residències i 23 estaven desocupats. 855 eren cases i 35 eren apartaments. Dels 858 habitatges principals, 726 estaven ocupats pels seus propietaris, 116 estaven llogats i ocupats pels llogaters i 16 estaven cedits a títol gratuït; 18 tenien una cambra, 25 en tenien dues, 74 en tenien tres, 204 en tenien quatre i 537 en tenien cinc o més. 739 habitatges disposaven pel capbaix d'una plaça de pàrquing. A 319 habitatges hi havia un automòbil i a 490 n'hi havia dos o més.

### Piràmide de població
La piràmide de població per edats i sexe el 2009 era:
| Homes | Edats   | Dones |
| ----- | ------- | ----- |
| 0     | 95 o +  | 0     |
| 1     | 90 a 94 | 6     |
| 9     | 85 a 89 | 11    |
| 14    | 80 a 84 | 9     |
| 40    | 75 a 79 | 53    |
| 23    | 70 a 74 | 34    |
| 39    | 65 a 69 | 39    |
| 58    | 60 a 64 | 56    |
| 96    | 55 a 59 | 76    |
| 61    | 50 a 54 | 67    |
| 56    | 45 a 49 | 80    |
| 75    | 40 a 44 | 92    |
| 106   | 35 a 39 | 83    |
| 35    | 30 a 34 | 67    |
| 61    | 25 a 29 | 29    |
| 34    | 20 a 24 | 22    |
| 72    | 15 a 19 | 68    |
| 70    | 10 a 14 | 82    |
| 60    | 5 a 9   | 93    |
| 45    | 0 a 4   | 38    |

## Economia
El 2007 la població en edat de treballar era de 1.397 persones, 983 eren actives i 414 eren inactives. De les 983 persones actives 937 estaven ocupades (493 homes i 444 dones) i 47 estaven aturades (23 homes i 24 dones). De les 414 persones inactives 179 estaven jubilades, 147 estaven estudiant i 88 estaven classificades com a «altres inactius».

### Ingressos
El 2009 a La Londe hi havia 862 unitats fiscals que integraven 2.299,5 persones, la mediana anual d'ingressos fiscals per persona era de 22.953 €.

### Activitats econòmiques
Dels 51 establiments que hi havia el 2007, 2 eren d'empreses alimentàries, 4 d'empreses de fabricació d'altres productes industrials, 6 d'empreses de construcció, 12 d'empreses de comerç i reparació d'automòbils, 4 d'empreses de transport, 5 d'empreses d'hostatgeria i restauració, 1 d'una empresa financera, 1 d'una empresa immobiliària, 9 d'empreses de serveis, 2 d'entitats de l'administració pública i 5 d'empreses classificades com a «altres activitats de serveis».
Dels 14 establiments de servei als particulars que hi havia el 2009, 1 era una oficina de correu, 3 tallers de reparació d'automòbils i de material agrícola, 1 paleta, 1 fusteria, 3 lampisteries, 1 electricista, 1 perruqueria i 3 restaurants.
Dels 5 establiments comercials que hi havia el 2009, 1 era una botiga de més de 120 m², 1 una botiga de menys de 120 m², 1 una fleca i 2 floristeries.
L'any 2000 a La Londe hi havia 7 explotacions agrícoles.

## Equipaments sanitaris i escolars
El 2009 hi havia 1 escola maternal i 1 escola elemental.

## Poblacions properes
El següent diagrama mostra les poblacions més properes.